# الرسالة إلى العبرانيين

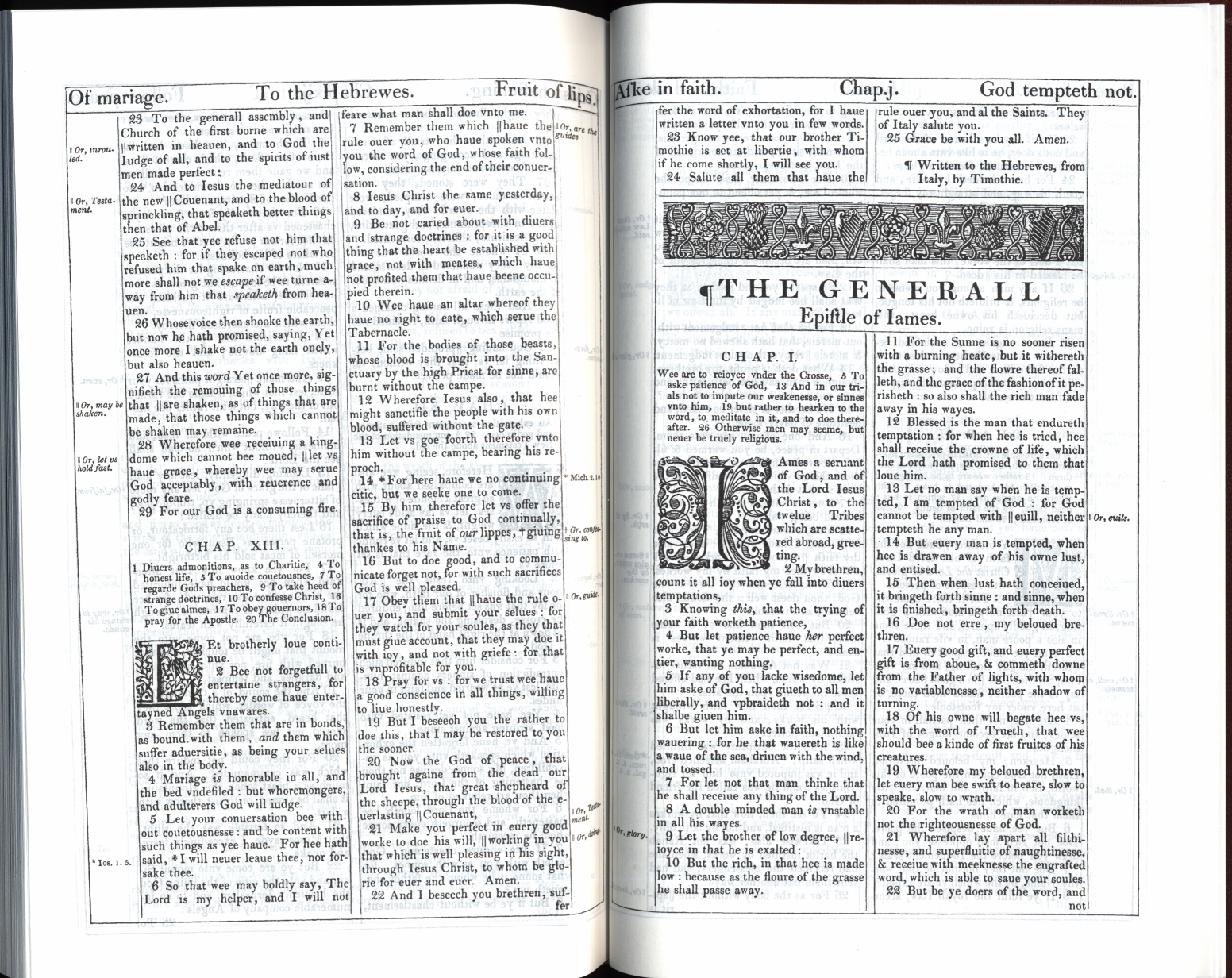
الرسالة إلى العبرانيين.

الرسالة إلى العبرانيين هي إحدى رسائل العهد الجديد التي تتميز بوضع خاص فهي توصف من قبل باحثي الكتاب المقدس بصلة الوصل ما بين العهدين القديم و‌الجديد، الرسالة موجهة للعبرانيين الذين تخلوا عن ديانتهم اليهودية واعتنقوا المسيحية وكلفهم قرارهم هذا رفض المجتمع اليهودي الممثل بمجلس السنهدريم لهم، لذلك كتبت هذه الرسالة لتشجيعهم ولتأكد لهم بأنهم يشبهون بمعاناتهم المسيح الذي بحسب رأي الكاتب قد سبق وطُرد أيضاً من قبل أهله وناسه و‌صُلب خارج مدينة أورشليم. يعتبر باحثو الكتاب المقدس في العصر الحديث أن مؤلف الرسالة مجهول، وعلى الأرجح كتبت بتقليد متعمد لأسلوب بولس.

## كاتب الرسالة
اختلفت الآراء على مر العصور حول شخصية كاتب هذا السفر، ففي الكنائس الغربية غلب الاعتقاد في الفترة ماقبل القرن الرابع على أن الكاتب هو إكليمندس الروماني ثم رجحت الكفة لبولس الرسول بينما كان ترتليان العلامة الكنسي الذي عاش في القرن الثاني ينسب هذه الرسالة إلى برنابا، ومن جهة أخرى ساد الظن في الكنائس الشرقية منذ وقت مبكر بأن بولس هو فعلا صاحب هذا السفر ومن أبرز الشخصيات التي دعمت هذا الرأي يوحنا الذهبي الفم وأوغسطينوس وبنتينوس أما أوريجانوس فقد اعتقد بأن الكاتب قد يكون لوقا الإنجيلي.
بسبب عدم التمكن من تحديد هوية المؤلف، فقد واجهت الرسالة بعض الصعوبات للدخول إلى الكتاب المقدس المسيحي. في النهاية تم قبولها كجزء من الكتاب المقدس بسبب لاهوتها، وعرضها الفصيح، وعوامل داخلية أخرى.:431 في العصور القديمة، بدأت بعض الدوائر تنسبها إلى بولس في محاولة لتزويد العمل المجهول بصلة رسولية صريحة.
نسخة الملك جيمس الأصلية من الكتاب المقدس تسمي الرسالة «رسالة بولس الرسول إلى العبرانيين». ومع ذلك، فإن إسناد نسخة الملك جيمس الرسالة إلى بولس كان مجرد تخمين، وهو موضع خلاف حاليًا من خلال الأبحاث الحديثة. يُعتقد أن أسلوبها المختلف تمامًا، والتركيز المختلف لاهوتيًا، والتجربة الروحية المختلفة، والمفردات اليونانية المختلفة - كلها تجعل من تأليف بولس للعبرانيين أمرًا لا يمكن الدفاع عنه بشكل متزايد. في الوقت الحاضر، لا ينسب باحثو العصر الحديث ولا الكنيسة الرسالة إلى العبرانيين لبولس.

## مضمون الرسالة
تتناول هذه الرسالة عدة عقائد وممارسات تعبدية يهودية بضوء المعطيات الجديدة التي تقدمها الديانة المسيحية الجديدة، فيفسر كاتب الرسالة أحداث التوراة أو العهد القديم على أنها كانت رموزا تحققت في حياة المسيح ، ويشجع العبرانيين المسيحيين على الثبات في ما آمنوا به فهم وإن حرموا من الدخول للهيكل فسوف يتمتعون في الحياة الثانية بالهيكل السماوي.
وبالمجمل تنقسم الرسالة إلى مايلي :
- في فترة ما بعد الأنبياء الله يخاطب البشرية بابنه [9]
- مقارنة بين المسيح الله الإبن والملائكة [10]
- المسيح أعلى شأنا من موسى [11]
- الدخول في راحة الله [12]
- يسوع هو رئيس الكهنة العظيم [13]
- الدعوة للكهنوت [14]
- شرح عن الإيمان وعن وعود الله الصادقة [15]
- كهنوت ملكي صادق [16]
- في العهد الجديد يسوع أصبح رئيس الكهنة السماوي [17]
- تعبد بني إسرائيل في خيمة الاجتماع [18]
- المسيح هو وسيطٌ لعهد جديد بين الله والبشر [19]
- المسيح هو القربان والذبيحة المقبولة من الله إلى الأبد [20]
- ماهية الإيمان [21]
- قبول تأديب الرب كتأديب الأب لأبناءه [22]
- توصيات مختلفة والتحية الختامية [23]

## الجدال حول قانونية الرسالة
يقول فيلوبايتر مجدى: «سبب تأخر الاعتراف بها ليس الشك في محتـوى الرسالة، ولكن الإبهام الذي يحيط بِاسم مؤلفها، فبولس الرسول كان معتادا أن يكتب اسمه في رسائله بولس الرسول تعمد عدم ذكر اسمه حتى يقبلها اليهود الذين يناصبونه العداء وطالما اضطهدوه وأثاروا في وجهه القلاقل، فقبلوا الرسالة.قُبلت هذه الرسالة مبكرًا في المشرق، ولكن تأخر قبولها في الغرب وقتًا طويلًا، حتى نُفي البابا أثناسيوس الرسولي إلى أتريف بفرنسا، وأقنع الغرب بقبولها، فقبلها الغرب متأخرً.تم الاعتراف بقانونية الرسالة في مجمع لاودكية سنة 363م»
ويقول "يوسابيوس القيصري": «وأما رسائل بولس الأربعة عشرة فهيَ معرفة ولا نزاع عليها. وليس من الأمانة التغاضي عن هذه الحقيقة وهيَ أن البعض رفضوا رسالة العبرانيين قائلين أن كنيسة روما تشكَّكت فيها علــى أساس أن بولس لــم يكتبها»
ويذكر أمفيلوخيوس في القرن الرابع الميلادي قصيدة يذكر فيها كتب القانونية والمتنازع عليها.
| الرسالة إلى العبرانيين | يجب أن نعلم أن ليس كل كتاب دُعي كتابًا مقدَّسًا، يجب علينا قبوله واعتباره دليلًا أمينًا صادقًا... أما في العهد الجديد فلا نقبل إلاَّ الأناجيل الأربعة: متى ومرقس ولوقا ويوحنا، وأعمال الرسل وهو السفر الثاني للوقا. أضف إليها رسائل الإناء المصطفى بولس وهيَ أربعة عشرة رسالة، واحدة إلى الرومانيين، واثنتان إلى الكورنثيين، وأخرى إلى الغلاطيين، ورسالة إلى الأفسسيين، وواحدة إلى الفيلبيين، وأخرى إلى الكولوسيين، ثم رسالتان إلى التسالونيكيين، ورسالة إلى تيموثاوس، ورسالة إلى كل من تيطس وفليمون، عدا الرسالة التي قال عنها البعض خطأ أنها مزوَّرة وهيَ الرسالة إلى العبرانيين. ثم الرسائل الجامعة وقد قال البعض أنها ثلاث وآخرون قالوا أنها سبع رسائل. أما نحن فيجب أن نقبل رسالة يعقوب ورسالة بطرس ورسالة يوحنا، وإن قال البعض أن ليوحنا ثلاث رسائل ولبطرس رسالتين، عدا رسالة ليهوذا وهيَ في حسابهم السابعة. وأما كتاب الرؤيا ليوحنا فالبعض يقبلونه وعدد غفير يقول أنه مزوَّر. هذا هو القانون الأقرب إلى الحقيقة في الكتب المقدَّسة المُوحَى بها من الله | الرسالة إلى العبرانيين |

## اصحاحات محذوفة او مضافة
- في عبرانيين 7: 21 " لأَنَّ أُولَئِكَ بِدُونِ قَسَمٍ قَدْ صَارُوا كَهَنَةً، وَأَمَّا هَذَا فَبِقَسَمٍ مِنَ الْقَائِلِ لَهُ: «أَقْسَمَ الرَّبُّ وَلَنْ يَنْدَمَ، أَنْتَ كَاهِنٌ إِلَى الأَبَدِ عَلَى رُتْبَةِ مَلْكِي صَادِقَ». التراجم العربية التي كتبت الجملة الفانديك, اما التي حذفته ''الحياة' ''المشتركة ''البولسية ''المبسطة''الكاثوليكية''سبب الحذف هو النهايات المتشابهة فقفزت عين الكاتب من كاتا الي كاتا وحذف ما بينهما خطأ في قلة من المخطوطات وبناء علي قاعدة [27]

## مواضيع ذات صلة
- الاختلافات النصية في الرسالة إلى العبرانيين
- بولس

## مواقع خارجية
- تفسير العهد الجديد-القمص تادرس يعقوب الملطي